# Рябиновка (Марий Эл)
Рябиновка — деревня в Горномарийском районе Марий Эл, в составе Микряковского сельского поселения.

## Географическое положение
Деревня Рябиновка расположена на дороге Микряково — Васильсурск рядом с деревней Барковка на расстоянии 1,8 км в сторону Микряково.

## История
Деревня была основана в 1910 году переселенцами из других марийских деревень. Своё название она получила по фамилии одного из землемеров и до 1925 года называлась Рябовка. В разное время деревня входила в состав Емангашской волости Васильсурского уезда, Шешмарского района Юринского кантона, Крайне-Шешмарского сельского совета Еласского района, Берёзовского сельского совета Горномарийского района. В настоящее время деревня входит в состав Микряковского сельского поселения.
В 1929 году в деревне был создан колхоз «Комета», в настоящее время СПК «Маяк»

## Население
| 2002 | 2010 | 2013 | 2014 |
| ---- | ---- | ---- | ---- |
| 42   | ↘37  | ↗41  | ↘38  |

По состоянию на 1 января 2001 года в деревне проживало 47 человек. Имелось 26 дворов, в том числе 2 пустующих.